# Zvenigovo
Zvenigovo (rus. Звенигово) je grad u Marij Elu, Rusija.
Nalazi se na 55°58' sjeverne zemljopisne širine i 48°01' istočne zemljopisne dužine, na lijevoj obali rijeke Volge.

Od susjednih značajnijih gradova, od Marijinskog Posada je udaljen 26 km, a od Volžska 24 km. Preko rijeke Volge mu se nalazi republika Čuvašija.
Upravno je sjedište Zvenigovskog rajona.

## Povijest
Utemeljen je 1860. godine. Gradom je priznat 1974. godine.
Broj stanovnika: 12.500 (2005.).
Vremenska zona: Moskovsko vrijeme

## Gospodarstvo
Brodogradnja, brodoremont, drvoprerađivačka industrija i drvno dospodarstvo .

## Vanjske poveznice
- Zvenigovo u enciklopediji "Moj gorod"